# Михаил Александрович
Михаил Александрович Романов (на руски: Михаи́л Алекса́ндрович или Mikhail Aleksandrovich) е велик княз от династия Романови, най-малкият син и петото дете на руския император Александър III и най-малкият брат на Николай II. Той е обявен за император на Русия, след като брат му Николай II абдикира през 1917 г. и го провъзгласява за „император Михаил II“, но Михаил отказва да поеме властта ден по-късно.
Михаил е роден по време на управлението на дядо си император Александър II. Тогава той е четвърти в линията за наследяване на трона след баща си и по-големите си братя Николай и Георги. След убийството на дядо му през 1881 г. той става трети по ред, а през 1894 г., след смъртта на баща си, втори по ред. Георги умира през 1899 г., оставяйки Михаил за предполагаем наследник на Николай II.
Раждането на сина на Николай, Алексей, през 1904 г. връща Михаил на второ място в линията а наследяване, но Алексей е тежко болен от хемофилия и Михаил подозира, че момчето ще умре, оставяйки го за наследник. Михаил предизвиква смут в императорския двор, когато взема за любовница омъжената Наталия Сергеевна Вулферт. Николай изпраща Михаил в Орел, за да избегне скандала, но това не възпрепятства Михаил, който често пътува, за да види любовницата си. След като през 1910 г. се ражда единственото дете на двойката, Георги, Михаил довежда Наталия в Санкт Петербург, но тя е отблъсната от обществото. През 1912 г. Михаил шокира Николай, като се жени за Наталия с надеждата, че ще бъде отстранен от линията на наследяване на трона. Михаил и Наталия напускат Русия, за да живеят в изгнание в чужбина във Франция, Швейцария и Англия.
След избухването на Първата световна война Михаил се завръща в Русия, поемайки командването на кавалерийска дивизия. Когато през март 1917 г. Николай абдикира, Михаил е определен за негов наследник вместо Алексей. Михаил обаче отлага приемането на трона до ратифицирането му от редовно избрано Учредително събрание. Той никога не е утвърден за император, защото Русия става република и след Октомврийската революция от 1917 г. е затворен и убит в Перм.